# Fagivorina arenaria
Fagivorina arenaria, conocida en Europa como belleza moteada, es una polilla que pertenece a la familia Geometridae. La especie fue descrita por primera vez por Johann Siegfried Hufnagel en 1767. Se encuentra distribuida desde la mayor parte de Europa.

## Descripción

### Mariposa
Es una polilla mediana con una envergadura es de 25 a 30 milímetros (1 a 1,2 plg). Esta polilla se encuentra entre las especies de polillas de corteza más pequeñas. Las alas anteriores son blanquecinas con una capa negruzca muy contrastante. Sobre todo la sombra central y la línea transversal interior están fuertemente oscurecidas. Algunos elementos del dibujo sobre las alas también pueden adoptar tonos rojizos, verdes o marrones. Los flecos se ven manchados de blanco y negro. Son características dos o tres manchas oscuras en el borde interior de las alas traseras. Su dobladillo contiene algunos elementos de dibujo en forma de media luna. También hay una línea central indistinta y un punto central débilmente indicado. El macho tiene antenas en forma de pluma en ambos lados, las de las hembras son filiformes.
Los adultos se ven en vuelo de mayo a julio.

### Huevo
El huevo inicialmente es de color verde sólido y luego adquiere puntos rojizos adicionales. Tiene forma ovalada y depresiones poco profundas en forma de panal en la superficie.

### Orugas
Las orugas adultas son de color marrón grisáceo o marrón rojizo. En el segundo segmento se pueden observar jorobas laterales poco desarrolladas, y en el quinto segmento se pueden observar jorobas dorsales negras. Hay ligeras marcas de chevron en la parte posterior, así como en las áreas delantera y trasera.

### Pupas
La pupa de color marrón rojizo tiene dos puntas divergentes en el cremáster alargado.

### Especies similares
Debido a su patrón muy distintivo, las mariposas son inconfundibles.

## Distribución

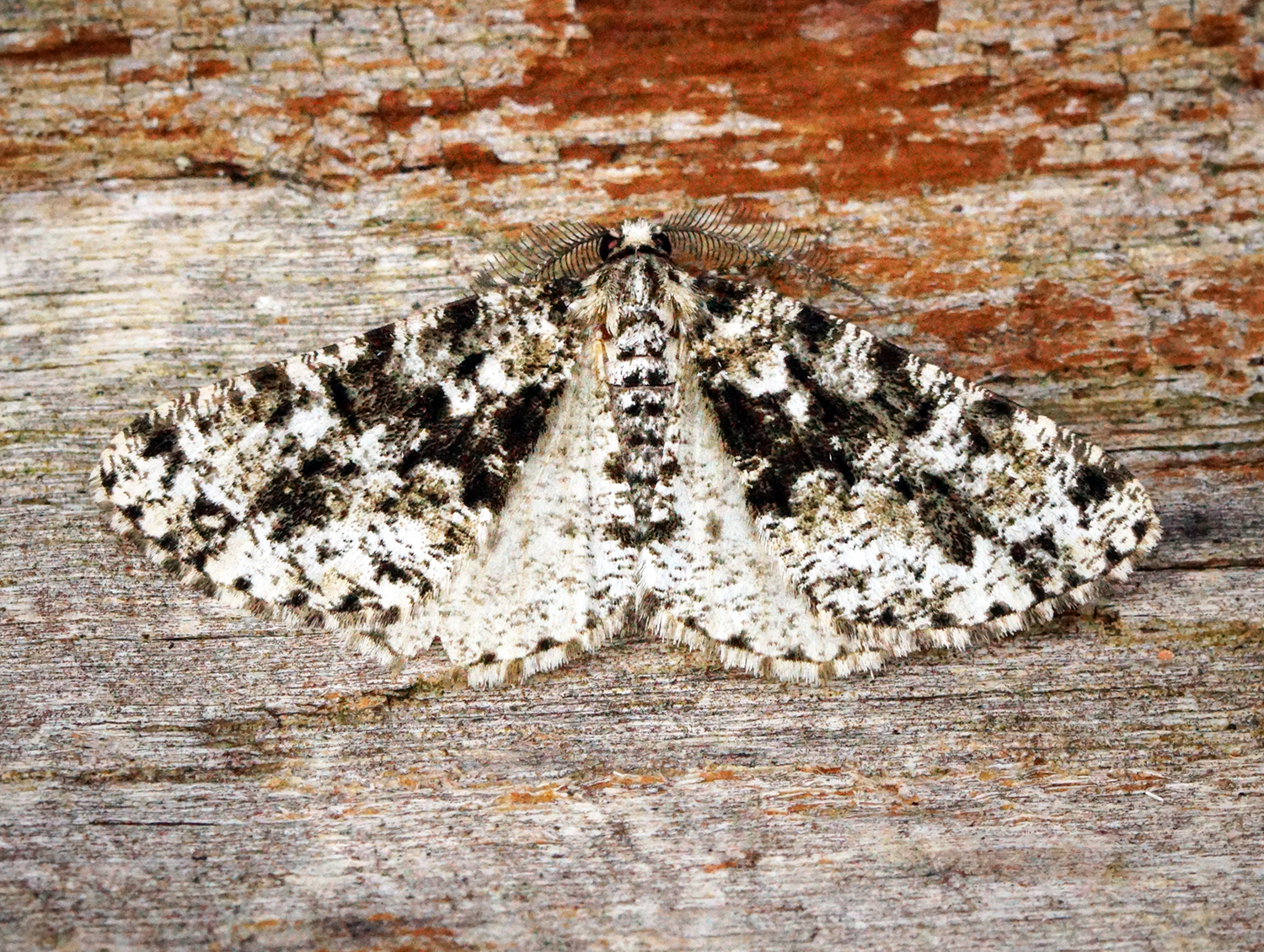
Espécimen sobre corteza en Francia.

Se ha descrito en Europa central desde el sur de Inglaterra hasta la península balcánica (incluidas partes de Grecia y Albania) y Ucrania. Se extiende desde el sur de Escandinavia hasta Italia (incluida Sicilia) y al norte hasta Suecia y Noruega. No se han registrado especies fuera de Europa.
F. arenaria habita principalmente en hayedos húmedos o bosques mixtos de montaña con hayas antiguas y ocasionalmente también en robledales antiguos de tierras bajas hasta 200 metros (656,2 pies) de altitud. Los hábitats forestales suelen ser sobreenvejecidos, con un microclima húmedo, líquenes arbóreos y, a menudo, en laderas orientadas al norte.

## Genética
Tiene gran homogeneidad genética (n=19) con la excepción del sur de Italia donde las poblaciones suelen tener divergencia de 0.6% y los de Sicilia hasta un 1.1%. La especie más cercana en Europa es Hypomecis roboraria, con una diferencia genética de 6.6% mientras que difiere de la especie americana Parapheromia falsata en un 6.5%.

## Ciclo de vida
La especie es univoltina, aunque en algunas localidades tiene dos generaciones durante un año. La polilla vuela en junio y julio, y sus orugas son inusuales entre las polillas más grandes, ya que se alimentan de líquenes que crecen en los troncos de los árboles. Las mariposas salen a la luz y descansan durante el día en tallos cubiertos de líquenes, los machos principalmente en la parte superior y las hembras en la parte inferior del tallo. Las larvas se alimentan de árboles de hoja caduca, incluidas especies de Fagus sylvatica y Quercus. La crisálida hiberna.

## Ecología
La especie está disminuyendo en varias partes de Europa. Por ejemplo, la especie no se ha visto en Gran Bretaña por más de 100 años. En esa región habitaba un antiguo robledal en Hampshire, rara vez se encontraba en ningún otro lugar del país, se observó por última vez en 1898. Por ello se categora como extinción local en Gran Bretaña. En otros regiones se presenta sólo de forma muy local y raramente, como ocurre en Alemania, Polonia y la República Checa. Es una especie de bosques de robles, y la destrucción de su hábitat es la principal causa de su desaparición.